# Енерсола
Енерсо́ла (рос. Энерсола, марій. Эҥерсола) — присілок у складі Совєтського району Марій Ел, Росія. Входить до складу Кужмаринського сільського поселення.

## Населення
Населення — 62 особи (2010; 63 у 2002).
Національний склад (станом на 2002 рік):
- марі — 100 %